# Єреванський художньо-театральний інститут
Єреванський художньо-театральний інститут
У 1994 році був розділений на Єреванську державну академію мистецтв і Державний інститут театрального мистецтва (у 1999 році перейменований на Єреванський державний інститут театру і кіно).

## Відомі випускники
- Абаджян Володимир Амвросійович (1927–2013) — вірменський актор театру і кіно, народний артист Вірменської РСР.
- Абрамян Хорен Бабкенович (1930–2004) — вірменський актор театру і кіно, театральний режисер.
- Атаян Армен Аршакович (нар. 1922) — вірменський художник; у 1954–1963 роках жив і працював в Україні.
- Григорян Анатолій Якович (нар. 1941) — вірменський художник, заслужений художник Вірменської РСР.
- Джигарханян Армен Борисович (нар. 1935) — російський актор, народний артист СРСР
- Малян Генріх Суренович (1925–1988) — вірменський кінорежисер, сценарист.
- Мкртчян Фрунзик Мушегович (1930–1993) — радянський актор.
- Мсрян Володимир Іванович (1938–2010) — вірменський актор театру і кіно, народний артист Вірменської РСР.
- Оганесян Нерсес Гедеонович (нар. 1938) — вірменський кінорежисер, сценарист, актор, народний артист Вірменії.
- Хатламаджян Сейран Іванович (1937—-1994) — вірменський художник, основоположник вірменського абстракціонізму.
- Погосян Мікаел Мовсесович (нар. 1956) — вірменський актор театру і кіно.